# Commission Goldstone
Pour les articles homonymes, voir Goldstone.
La Commission Goldstone, officiellement Commission d'enquête sur la prévention de la violence publique et de l'intimidation, présidée par le juge Richard Goldstone, a été fondée le 24 octobre 1991 par le président de l'Afrique du Sud Frederik de Klerk afin d'enquêter sur les violences, passées et à venir, imputées aux forces de sécurité et groupes politiques et paramilitaires pro-apartheid qui tentaient d'empêcher les négociations constitutionnelles et les travaux de la CODESA puis du forum multipartite qui devaient aboutir aux premières élections générales non ségrégationnistes du pays en 1994.
La Commission joua un rôle central dans la prévention de violences politiques visant à maintenir l'apartheid, alors que se profilait la victoire certaine de l'African National Congress (ANC).

## Rapports
La Commission soumit 47 rapports au président. Des rapports notables ont concerné les violences dans les quartiers Crossroads et Nyanga du Cap ainsi que l'attaque contre le World Trade Center de Kempton Park (en) le 25 juin 1993 par des membres de l'Afrikaner Volksfront et de l'Afrikaner Weerstandsbeweging d'Eugène Terre'Blanche.
Début 1994, deux ex-membres de la branche de sécurité de la Police sud-africaine ont volontairement approché la Commission pour témoigner, en échange de leur protection, sur la création d'un escadron de la mort par les services de sécurité de la police, au début des années 1980. L'escadron, dénommé unité C10 (ou Vlakplaas), était dirigé par le colonel Eugene de Kock, et s'engageait dans la torture et l'assassinat de membres du mouvement de libération nationale, mais fournissait aussi des armes au groupe Inkatha, adversaire de l'ANC et qui s'est opposé dans les années 1990 aux négociations sur la fin de l'apartheid.
Ces allégations firent l'objet d'un rapport en mars 1994, conduisant à l'arrestation de De Kock en mai 1994, inculpé par le procureur Jan d'Oliveira, et à l'ouverture d'un procès en février 1995. L'équipe du procureur d'Oliveira inculpa d'autres policiers dans des affaires parallèles. Fin 1999, ils avaient enquêté sur 40 à 50 personnes, ayant une vingtaine d'inculpations prêtes. Ils se fondaient notamment sur la section 204 du Code de procédure criminelle, qui promettait l'immunité à un témoin si celui-ci témoignait sur des actes susceptibles de l'incriminer lui-même .

## Composition
- Secrétaire général : Richard Goldstone
- Adv. Danie Rossouw, SC (vice-secrétaire général)
- Adv. Solly Sithole
- Mlle Lillian Baqwa
- M. Gert Steyn
- Thérèse Striggner Scott